# Karl Zoeppritz
Karl Bernhard Zoeppritz (Mergelstetten, 22 oktober 1881 - Göttingen?, 20 juli 1908) was een Duitse seismoloog, bekend om zijn onderzoek naar reflectie en refractie van seismische golven.
Zoeppritz studeerde geologie en andere natuurwetenschappen in München en Freiburg, waar hij in 1905 promoveerde op een geologisch onderwerp. Hij was echter ook geïnteresseerd in natuurkundige problemen en het raakvlak tussen geologie en natuurkunde. Aan het begin van de 20e eeuw was de geofysica een nieuwe discipline, die in Duitsland alleen door Emil Wiechert in Göttingen werd beoefend. Zoeppritz werd in 1906 assistent van Wiechert.
In Göttingen hield Zoeppritz zich bezig met het bestuderen van gegevens over de grote aardbevingen uit die tijd, zoals de aardbeving van San Francisco in 1906. Gebaseerd op de theorieën van Wiechert stelde hij looptijdcurven op, die in 1907 werden gepubliceerd en die daarna als hulp bij het identificeren van aankomsten van verschillende typen golven op seismogrammen konden dienen.
Een belangrijke vooruitgang in de interpretatie van seismische golven was de ontdekking dat golven meerdere keren kunnen reflecteren op het aardoppervlak waarbij de gereflecteerde golf andere eigenschappen heeft. Zoeppritz onderzocht het verband tussen de verandering in amplitude en de hoek van inval bij reflectie op een seismische discontinuïteit. Uit dit onderzoek leidde hij de naar hem genoemde Zoeppritzvergelijkingen af voor het berekenen van amplituden. Daarna berekende hij de reflectie- en transmissiecoëfficiënten voor respectievelijk gereflecteerde en afgebogen golven.
Zoeppritz stierf in 1908, pas 26 jaar oud en een jaar na zijn huwelijk met Elisabeth Ganz, aan een ziekte die hij de voorafgaande winter had opgelopen. Veel van zijn werk was nog niet gepubliceerd maar diende als bron voor zowel Wiechert als andere collega-seismologen in Göttingen, zoals Ludwig Geiger en Beno Gutenberg.
In 2003 noemde het Deutsche Geophysikalische Gesellschaft (DGG) een prijs voor jonge geofysici naar Zoeppritz.